# Coffea rhamnifolia
Coffea rhamnifolia là một loài thực vật có hoa trong họ Thiến thảo. Loài này được (Chiov.) Bridson mô tả khoa học đầu tiên năm 1983.